# Hilaroleopsis vogti
Hilaroleopsis vogti là một loài bọ cánh cứng trong họ Cerambycidae.